# Antaimoro
De Antaimoro ('mensen van de kust'), soms afgekort als Taimoro, zijn een etnische groep in Madagaskar.
De Antaimoro leven overwegend in de valleien van de districten Vohipeno en Manakara in het zuidoosten van Madagaskar. Volgens sommige etnologen zijn de Antaimoro verwant aan de Antambahoaka en zijn beiden subgroepen van de Antaisaka.

## Geschiedenis
Aan het eind van de 15e eeuw trokken Arabieren, waarschijnlijk afkomstig van het Arabisch Schiereiland, naar de kust van Madagaskar. Ze vestigden zich rond de rivier de Matitane in het zuidoosten en trouwden met de inheemse vrouwen daar. Deze Arabieren bezaten religieuze teksten met gebeden, stambomen, magische formules en legendes. Ze waren zeer bedreven in het Arabisch schrift en waren waarschijnlijk de eerste Malagassiërs die konden schrijven. Hierdoor verwierven zij veel prestige en bekendheid in Madagaskar.

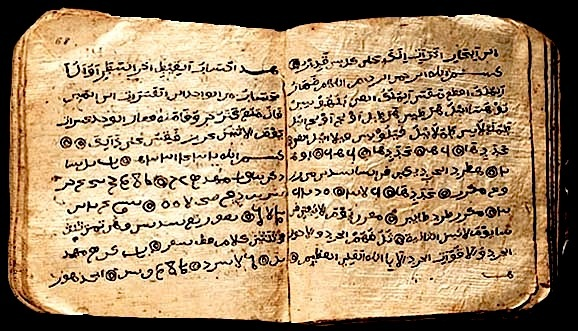
Een schrift met Malagassisch geschreven in het Sorabe

Tijdens de overheersing van de Merina in de 18e eeuw werden de beste Antaimoro-schrijvers aangesteld als adviseurs en schrijfleraren van Merina-koningen als Andrianampoinimerina. Aan het hof werden ze ombiasy genoemd, afgeleid van olona-be-hasina, wat 'persoon van veel deugd' betekent. Het Arabisch schrift van de Antaimoro, het Sorabe genaamd, was het enige bekende schrift in Madagaskar tot de komst van de eerste missionarissen in het begin van de 19e eeuw. Het papier was gemaakt van gedroogde pulp van de Gnidia linearis, volgens een geheim proces dat pas in 1936 werd onthuld. Inkt werd vervaardigd van Eucalyptus-bladeren en de vellen papier werden traditioneel versierd met gedroogde bloemen. Veel van deze vellen papier werden echter door de missionarissen bestempeld als producten van hekserij en werden massaal verbrand. Slechts enkele van deze vellen zijn bewaard gebleven.

## Cultuur

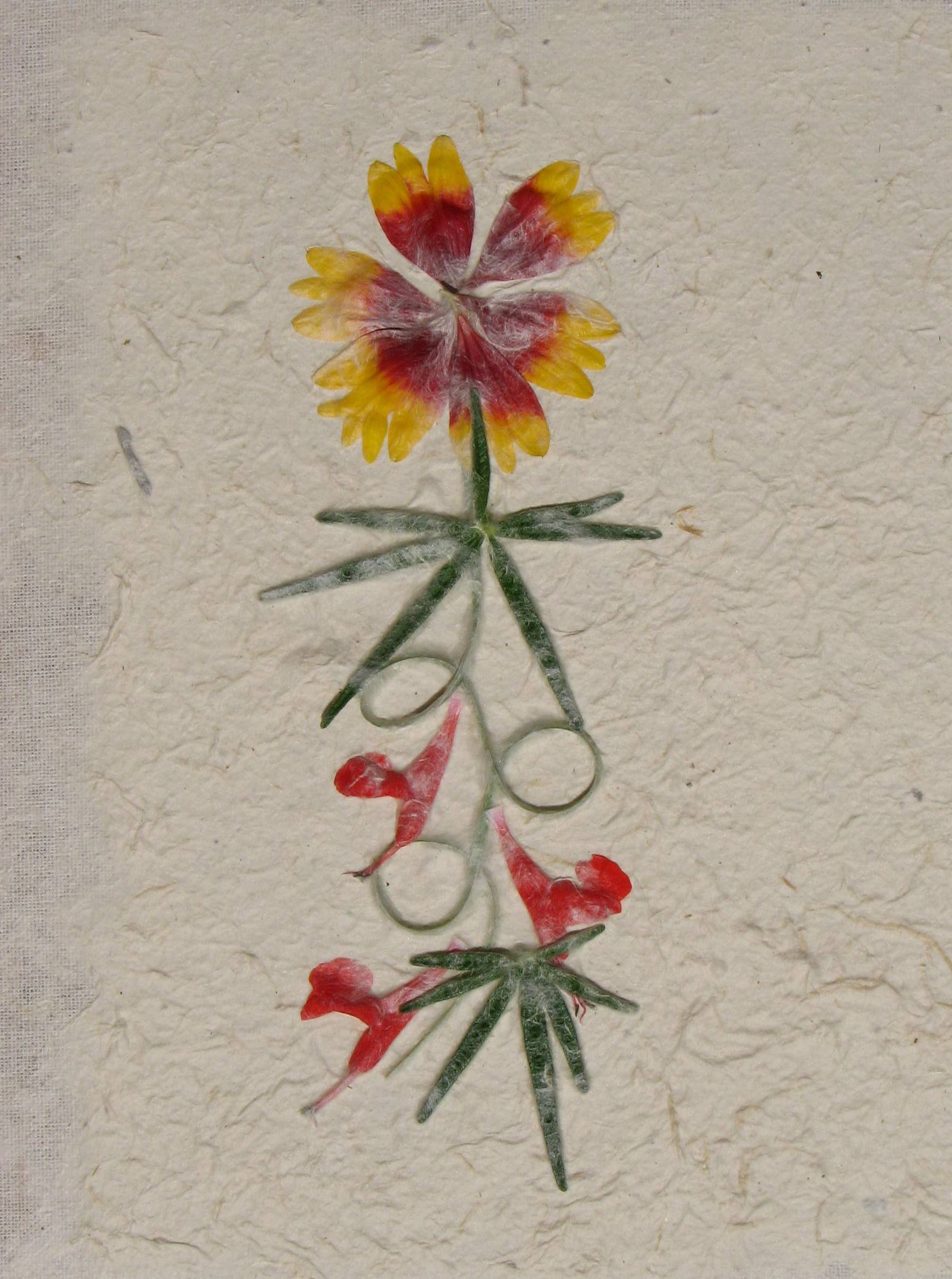
Antaimoro-papier

De vellen papier versierd met gedroogde bloemen, ook wel 'Antaimoro-papier' genoemd, worden nog steeds volgens de traditionele manier door de Antaimoro vervaardigd en zijn ook populair bij toeristen. Door de toenemende vraag worden er echter steeds vaker andere, niet-traditionele technieken gebruikt. Naast schrijfmateriaal wordt Antaimoro-papier ook gebruikt als muurbedekking of lampenkappen.

### Kleding
De traditionele Antaimoro-kleding kent veel Arabische en islamitische invloeden. Zo dragen Antaimoro-mannen traditioneel een tulband of fez en lange losse gewaden, vergelijkbaar met de kleding die gedragen wordt in de islamitische wereld. Kleding werd gemaakt van geslagen boombast of van gevlochten matten van harefo (Eleocharis plantagines), een soort riet. De traditionele kleding voor zowel mannen als vrouwen is gemaakt van rieten matten, tafitsihy genaamd. Mannen dragen jassen of tunieken, gemaakt van aan elkaar genaaide tafitsihy. Oudere mannen dragen deze met lange mouwen. Hieronder wordt een fanto gedragen, een lendendoek gemaakt van geslagen boombast van verschillende soorten bomen. Vrouwen dragen traditioneel kokervormige jurken, gemaakt van twee of drie aan elkaar genaaide langwerpige tafitsihy. Deze kan om de middel gedragen worden of over de schouders. Zodra jonge meisjes in de puberteit komen, is het traditie dat ze een borstdoek gemaakt van mahampy (Lepironia mucronata, een soort riet) dragen.

## Religie
Tegenwoordig belijden ongeveer 8% van de Antaimoro de islam. Vroeger was dit percentage hoger, maar door de invloed van omliggende etnische groepen en later die van de Portugese en Franse missionarissen hebben veel Antaimoro zich tot Madagaskars traditionele religies en het christendom bekeerd. Net als de Antambahoaka en sommige andere etnische groepen in Madagaskar gebruiken de Antaimoro verzen van de Koran als amuletten, ongeacht hun geloof. Animistische Antaimoro houden een keer in de zeven jaar een feest waarbij jonge jongens die nog niet in de puberteit zijn worden besneden.

## Maatschappij
In het verleden verwierven veel Antaimoro rijkdommen met de verkoop van amuletten en het verbouwen van koffie. Armere Antaimoro trokken naar het westen en noordwesten van Madagaskar om zich te verhuren als contractarbeider. De Antaimoro kennen een kastenstelsel dat sommigen nog steeds handhaven. De basis voor dit kastenstelsel van de Antaimoro is de trots op hun Arabische oorsprong; hoe hoger de kaste, hoe groter de verwantschap met de Arabieren.